# Siegmund Nörr
Siegmund Nörr, auch Sigmund (* 8. März 1901 in Nürnberg; † 7. Juni 1976) war ein deutscher Jurist.

## Werdegang
Nach seiner Promotion arbeitete Nörr seit 1. April 1931 als „Hilfsarbeiter“ (wissenschaftliche Hilfskraft) im Bayerischen Justizministerium. Nach der „Verreichlichung“ der deutschen Justiz (1934/1935) wechselte er ins Reichsministerium der Justiz. Dort war er Oberstaatsanwalt (erwähnt 1936), wurde nach Antrag vom 7. Februar 1939 beim „Ministerialratsschub“ von April 1939 zum Ministerialrat befördert und leitete das Referat „Arbeitsbeschaffung“. Er beantragte am 15. November 1937 die Aufnahme in die NSDAP und wurde rückwirkend zum 1. Mai desselben Jahres aufgenommen (Mitgliedsnummer 5.388.477).
Nach dem Zweiten Weltkrieg wirkte er als Landgerichtsdirektor in München. Von 1954 bis 1969 war er Richter am Bundesgerichtshof.

## Veröffentlichungen
- Der künftige Aufbau des Jugendstrafvollzuges, in: Roland Freisler (Hg.), Gedanken über Strafvollzug an jungen Gefangenen, Beiträge zur Rechtserneuerung 1/1936, Berlin
- Die Rechtsprechung des BGH im Schiffahrtsrecht (ohne Seerecht), in: Versicherungsrecht, Band 60, 870 ff.

## Ehrungen
- 1969: Großes Verdienstkreuz der Bundesrepublik Deutschland